# Aclopus intermedius
Aclopus intermedius är en skalbaggsart som beskrevs av Blanchard 1850. Aclopus intermedius ingår i släktet Aclopus och familjen Aclopidae. Inga underarter finns listade i Catalogue of Life.